# Oberon (Elfenkönig)

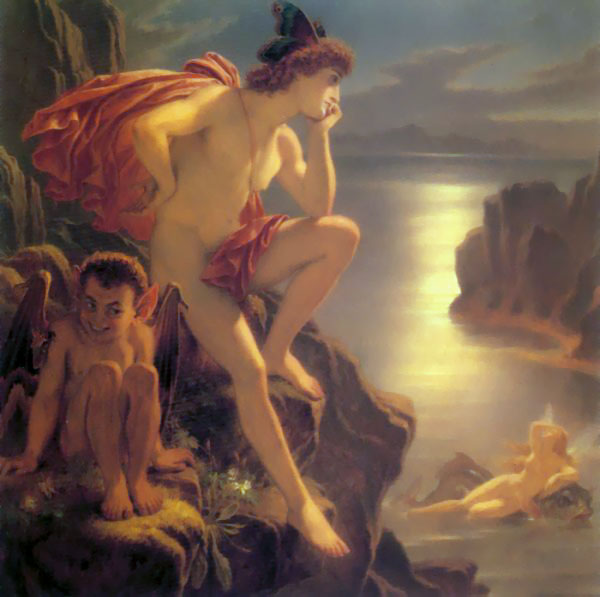
Oberon und die Meerjungfrau, Joseph Noel Paton, 1888

Oberon auf Briefmarke

Die Figur des Elfenkönigs Oberon (dem Alberich in der germanischen Mythologie entsprechend) ist erstmals in der französischen Sage Les Prouesses et faitz du noble Huon de Bordeaux aus dem frühen 13. Jahrhundert zu finden, die dem Sagenkreis Karls des Großen angehört. Eine kurze inhaltliche Angabe zur Huon-Sage (Oberon heißt dort Auberon) siehe Quelle Frenzel.
Der Stoff des Gedichts wurde später von vielen englischen Dichtern verwendet, wie Geoffrey Chaucer, Edmund Spenser und im Sommernachtstraum von William Shakespeare. Auf der Grundlage dieses Schauspiels erscheint Oberon als Figur in Musiktheaterwerken von Henry Purcell (The Fairy Queen) und Benjamin Britten (A Midsummer Night's Dream). 1787 wurde der neu entdeckte Uranusmond Oberon nach der literarischen Figur in Shakespeares Drama benannt. 
Johann Wolfgang Goethe übernahm die Figuren aus Shakespeares Werk in die Walpurgisnachtstraum-Szene von Faust I. Oberon ist dort mit Titania verheiratet und feiert seine Goldene Hochzeit. Goethe nahm den Elfenkönig Oberon zudem als Vorbild für seine Ballade vom Erlkönig.
Christoph Martin Wieland benutzte im 18. Jahrhundert die Figur in seinem romantischen Epos Oberon, nach dem James Robinson Planché das Libretto für Carl Maria von Webers gleichnamige Oper schrieb (siehe Oberon (Weber)).
Ein weiterer bekannter Autor, der den Namen verwendete, ist Wolfgang Hohlbein. In seiner Fantasyreihe Anders wird der Gott der Elder Oberon genannt.
Der Begriff Elfenkönig wurde vom dänischen Wort „ellerkongen“ abgeleitet.